# Owensville (Missouri)
Owensville è un comune degli Stati Uniti d'America, situato nello Stato del Missouri, nella contea di Gasconade.